# 정진길
정진길(鄭鎭吉, 1931년 11월 27일 ~ 2020년 10월 31일)은 대한민국의 정치인이다. 제11대 국회의원을 지냈다. 본관은 동래이며, 전라북도 김제시 출신이다. 종교는 개신교이다.

## 학력
- 전주고등학교 졸업
- 육군사관학교 12기 수료
- 고려대학교 경영대학원 수료

## 경력
- 국회부의장 비서실장
- 신민당 당수 비서실장
- 제11대 국회의원(민주한국당, 서울 강동구)
- 평화민주당 강동갑구 위원장
- 평화민주당 총선대책 조직위원장
- 국민회의 당무위원 국정자문위원
- 제16대 새천년민주당 대통령 선거 중앙선대위 고문
- 한국 정학연구소 이사장
- 대한민국헌정회 이사
- 대한민국헌정회 사무총장

## 역대 선거 결과
|  | 27.40% |

|  | 17.29% |

|  | 26.93% |

|  | 22.94% |